# Wereldkampioenschappen baanwielrennen 2014
De wereldkampioenschappen baanwielrennen 2014 werden van 26 februari tot en met 2 maart 2014 gehouden in het Velódromo Alcides Nieto Patiño in het Colombiaanse Cali. Er stonden negentien onderdelen op het programma, tien voor mannen en negen voor vrouwen.

## Wedstrijdschema
| Onderdelen | Onderdelen           | Februari/Maart | Februari/Maart | Februari/Maart | Februari/Maart | Februari/Maart |
| Onderdelen | Onderdelen           | 26             | 27             | 28             | 1              | 2              |
| ---------- | -------------------- | -------------- | -------------- | -------------- | -------------- | -------------- |
| Mannen     | Ploegenachtervolging | Goud           |                |                |                |                |
| Mannen     | Teamsprint           | Goud           |                |                |                |                |
| Mannen     | Keirin               |                | Goud           |                |                |                |
| Mannen     | Scratch              |                | Goud           |                |                |                |
| Mannen     | Achtervolging        |                | Goud           |                |                |                |
| Mannen     | 1 km tijdrit         |                |                | Goud           |                |                |
| Mannen     | Puntenkoers          |                |                | Goud           |                |                |
| Mannen     | Omnium               |                |                | Goud           | Goud           |                |
| Mannen     | Sprint               |                |                |                |                | Goud           |
| Mannen     | Koppelkoers          |                |                |                |                | Goud           |
| Vrouwen    | Teamsprint           | Goud           |                |                |                |                |
| Vrouwen    | Scratch              | Goud           |                |                |                |                |
| Vrouwen    | 500m tijdrit         |                | Goud           |                |                |                |
| Vrouwen    | Ploegenachtervolging |                | Goud           |                |                |                |
| Vrouwen    | Achtervolging        |                |                | Goud           |                |                |
| Vrouwen    | Sprint               |                |                |                | Goud           |                |
| Vrouwen    | Puntenkoers          |                |                |                | Goud           |                |
| Vrouwen    | Omnium               |                |                |                | Goud           | Goud           |
| Vrouwen    | Keirin               |                |                |                |                | Goud           |

## Medailles

### Mannen
| Onderdeel            | Goud | Goud                                                           | Zilver | Zilver                                                              | Brons | Brons                                             |
| -------------------- | ---- | -------------------------------------------------------------- | ------ | ------------------------------------------------------------------- | ----- | ------------------------------------------------- |
| Sprint               | FRA  | François Pervis                                                | GER    | Stefan Bötticher                                                    | RUS   | Denis Dmitrjev                                    |
| 1km tijdrit          | FRA  | François Pervis                                                | GER    | Joachim Eilers                                                      | NZL   | Simon van Velthooven                              |
| Achtervolging        | AUS  | Alexander Edmondson                                            | SUI    | Stefan Küng                                                         | NZL   | Marc Ryan                                         |
| Ploegenachtervolging | AUS  | Glenn O'Shea Alexander Edmondson Luke Davison Mitchell Mulhern | DEN    | Lasse Norman Hansen Casper von Folsach Alex Rasmussen Rasmus Quaade | NZL   | Aaron Gate Pieter Bulling Dylan Kennett Marc Ryan |
| Teamsprint           | NZL  | Ethan Mitchell Sam Webster Edward Dawkins                      | GER    | René Enders Robert Förstemann Maximilian Levy                       | FRA   | Grégory Baugé Kévin Sireau Michaël D'Almeida      |
| Keirin               | FRA  | François Pervis                                                | COL    | Fabián Puerta                                                       | NED   | Matthijs Büchli                                   |
| Scratch              | RUS  | Ivan Kovalev                                                   | IRL    | Martyn Irvine                                                       | HKG   | King Lok Cheung                                   |
| Puntenkoers          | COL  | Edwin Ávila                                                    | NZL    | Thomas Scully                                                       | ESP   | Eloy Teruel                                       |
| Koppelkoers          | ESP  | David Muntaner Albert Torres                                   | CZE    | Martin Blàha Vojtěch Hačecký                                        | SUI   | Stefan Küng Théry Schir                           |
| Omnium               | FRA  | Thomas Boudat                                                  | NED    | Tim Veldt                                                           | RUS   | Viktor Manakov                                    |

### Vrouwen
| Onderdeel            | Goud | Goud                                                     | Zilver | Zilver                                                         | Brons | Brons                                                    |
| -------------------- | ---- | -------------------------------------------------------- | ------ | -------------------------------------------------------------- | ----- | -------------------------------------------------------- |
| Sprint               | GER  | Kristina Vogel                                           | CHN    | Zhong Tianshi                                                  | CHN   | Lin Junhong                                              |
| 500m tijdrit         | GER  | Miriam Welte                                             | AUS    | Anna Meares                                                    | RUS   | Anastasia Vojnova                                        |
| Achtervolging        | GBR  | Joanna Rowsell                                           | USA    | Sarah Hammer                                                   | AUS   | Amy Cure                                                 |
| Ploegenachtervolging | GBR  | Laura Trott Katie Archibald Elinor Barker Joanna Rowsell | CAN    | Laura Brown Jasmin Glaesser Allison Beveridge Stephanie Roorda | AUS   | Annette Edmondson Amy Cure Melissa Hoskins Isabella King |
| Teamsprint           | GER  | Kristina Vogel Miriam Welte                              | CHN    | Lin Junhong Zhong Tianshi                                      | GBR   | Rebecca James Jessica Varnish                            |
| Keirin               | GER  | Kristina Vogel                                           | AUS    | Anna Meares                                                    | GBR   | Rebecca James                                            |
| Scratch              | BEL  | Kelly Druyts                                             | POL    | Katarzyna Pawłowska                                            | RUS   | Jevgenia Romanjoeta                                      |
| Puntenkoers          | AUS  | Amy Cure                                                 | GER    | Stephanie Pohl                                                 | CAN   | Jasmin Glaesser                                          |
| Omnium               | USA  | Sarah Hammer                                             | GBR    | Laura Trott                                                    | AUS   | Annette Edmondson                                        |

### Medaillespiegel
| Plaats | Land                | Goud | Zilver | Brons | Totaal |
| 1      | Duitsland           | 4    | 4      | 0     | 8      |
| 2      | Frankrijk           | 4    | 0      | 1     | 5      |
| 3      | Australië           | 3    | 2      | 3     | 8      |
| 4      | Verenigd Koninkrijk | 2    | 1      | 2     | 5      |
| 5      | Nieuw-Zeeland       | 1    | 1      | 3     | 5      |
| 6      | Verenigde Staten    | 1    | 1      | 0     | 2      |
| 6      | Colombia            | 1    | 1      | 0     | 2      |
| 8      | Rusland             | 1    | 0      | 4     | 5      |
| 9      | Spanje              | 1    | 0      | 1     | 2      |
| 10     | België              | 1    | 0      | 0     | 1      |
| 11     | China               | 0    | 2      | 1     | 3      |
| 12     | Canada              | 0    | 1      | 1     | 2      |
| 12     | Nederland           | 0    | 1      | 1     | 2      |
| 12     | Zwitserland         | 0    | 1      | 1     | 2      |
| 15     | Tsjechië            | 0    | 1      | 0     | 1      |
| 15     | Denemarken          | 0    | 1      | 0     | 1      |
| 15     | Ierland             | 0    | 1      | 0     | 1      |
| 15     | Polen               | 0    | 1      | 0     | 1      |
| 19     | Hongkong            | 0    | 0      | 1     | 1      |
| Totaal | Totaal              | 19   | 19     | 19    | 57     |